# VR-Baureihe H2
Die VR-Baureihe H2 waren Nassdampflokomotiven für den Personenverkehr, die durch die finnische Staatsbahngesellschaft Valtionrautatiet in den Jahren 1900 und 1901 beschafft wurde. Sie wurden in zwei Losen bei Richmond Locomotive Works in Richmond in den USA gebaut.

## Geschichte
Der Schienenverkehr in Finnland nahm Ende der 1890er Jahre erheblich zu. Damit stieg die Masse der Züge, insbesondere im Personenverkehr. Die Lokomotiven der Baureihe A wurden für die Zugleistungen zu schwach. Daher bestellte 1897 zehn größere und leistungsstärkere Lokomotiven bei Baldwin Locomotive Works in Philadelphia, da die europäischen Lokomotivenfabriken nicht in der Lage waren, pünktlich zu liefern. Diese erhielten die Baureihenbezeichnung H1.
In den folgenden Jahren bestellte VR 22 ähnliche Lokomotiven bei Richmond Locomotive Works, die als H2 bezeichnet wurden und die Seriennummern 291–300 und 322–333 erhielten.

## Technische Daten
Die Lokomotiven beider Hersteller ähnelten sich. Das Dienstgewicht der Baureihe H1 waren geringfügig höher, sie hatten eine Achsfahrmasse von 10,5 Tonnen. Die Tender waren dreiachsig, die erste Achse war im Rahmen gelagert, die beiden nächsten bildeten ein Drehgestell. Die Lokomotiven hatten einen Barrenrahmen. Die beiden Zylinder waren mit Flachschiebern ausgestattet.
Im Laufe der Jahre wurden sie durch den Einbau eines Überhitzers auf Heißdampf umgebaut. Dieser Umbau erforderte zusätzlich den Ersatz der Flach- durch Kolbenschieber, die Verstärkung des Tenders und weitere Änderungen, die zur Erhöhung der Geschwindigkeit erforderlich waren.

## VR-Baureihe Hk1
Bei der 1942 erfolgten Nummernplanumstellung der VR wurden die H1 und die H2 in einer Baureihe, der Hk1, die aus amerikanische Lokomotiven mit der Achsanordnung 2’C bestand, zusammengefasst.

## Einsatz
Die Lokomotiven waren danach fast 40 Jahre im Personenzugdienst im Einsatz und in Helsinki, St. Petersburg und Wyborg, dann in Riihimäki und Karelien und später in anderen Landesteilen stationiert. Sie waren beliebt und schnell, aber ihr Brennstoff- und Schmiermittelverbrauch war höher als der der etwas später in Tampere gebauten H3 und H4, die als Verbundmaschinen ausgeführt waren. Sie wurden bis zur Indienststellung der Baureihe H8 fast ausschließlich im Fernverkehr, später dann vor leichteren Zügen bis Mitte der 1950er Jahre eingesetzt, als Triebwagen ihren Dienst übernahmen.
Sie wurden bis zu ihrer Abstellung in untergeordneten Diensten eingesetzt und dienten am Ende als Reservelokomotiven.

## Verbleib
1918 blieben sechs Lokomotiven in Russland, die sieben Jahre später zurückgekauft wurden. Nach dem Winterkrieg mussten acht Lokomotiven an die Sowjetunion übergeben werden. Eine verblieb im militärischen Bereich.
Drei Lokomotiven wurden 1936 und 1939 ausgemustert, der Rest in den Jahren 1954 bis 1959.
Die H2 293, mit der 1917 Wladimir Iljitsch Lenin aus Petrograd floh, wurde am 13. Juni 1957 der Sowjetunion geschenkt. Sie wurde daraufhin im Finnischen Bahnhof in Leningrad hinter Glas aufgestellt.